# Desastre do barco Kwara
Em 12 de junho de 2023, uma embarcação naufragou e partiu-se em duas no rio Níger próximo a Pategi, Estado de Kwara, Nigéria. O barco estava transportando convidados de um casamento, que inicialmente vieram em motocicletas, mas ficaram presos devido à chuva forte. Pelo menos 108 pessoas foram confirmadas mortas. Dezenas estão desaparecidas.

## Contexto
Em 11 de junho, um casamento aconteceu na aldeia de Egboti (também grafada como Egbu) em Pategi, Estado de Kwara, Nigéria. A maioria dos convidados eram parentes do casal recém-casado de cinco outras aldeias — Ebu, Gakpan, Kpada, Kuchalu e Sampi. Eles comemoraram até altas horas da madrugada. Chegaram ao casamento em motocicletas, mas foram forçados a retornar em uma embarcação local de madeira ao longo do rio Níger depois que a chuva forte causou o alagamento da estrada que saía do local do casamento.
Segundo a CNN e a Al Jazeera, acidentes de barco em rios nigerianos são frequentes. Regulamentações de segurança frouxas, falta de coletes salva-vidas, sobrecarga e manutenção inadequada dos navios frequentemente levam a incidentes fatais de navegação. Apesar da navegação noturna ser ilegal no país, a lei raramente é aplicada. Os nigerianos frequentemente dependem do transporte por barco como uma forma de se locomover pelas estradas mal conservadas do país, especialmente durante a estação das monções. Muitos também preferem viajar de balsa para reduzir o risco de sequestros por gangues armadas nas estradas rurais.
Em 2021, a Nigéria experimentou dois grandes acidentes de navegação, um em maio com um navio que estava transportando 160 passageiros a bordo que finalmente deixou pelo menos 98 mortos, e outro em novembro que resultou em 76 mortes. Acidentes de navegação têm aumentado no país nos últimos anos.

## Incidente
Aproximadamente 270 pessoas embarcaram no barco, bem acima de sua capacidade de 100 pessoas. Suas motocicletas também foram carregadas no barco. Não estava claro se todos os passageiros estavam participando do casamento. O Presidente do Comitê de Implementação de Transição de Pategi, Alhaji Mohammed Ibrahim Liman, declarou que pessoas de sua aldeia de Ebu estavam indo para outro casamento em Gboti. Nas primeiras horas de 12 de junho, entre 3h e 4h (WAT), ondas altas levantaram o barco e ele colidiu com um galho de árvore escondido nas águas do rio Níger, partindo a embarcação em duas. O alto volume da água varreu os passageiros. Todas as vítimas eram parentes do noivo.
Devido ao incidente ter ocorrido nas primeiras horas da manhã, foram horas antes que muitos locais tomassem conhecimento dele. Enquanto os passageiros se afogavam, aldeões próximos correram para o rio para resgatá-los; eles salvaram cerca de 50 pessoas no início. Em 13 de junho, 100 pessoas foram salvas. Esforços de resgate foram montados após o incidente. Residentes locais e autoridades ainda estavam participando do esforço em 13 de junho. O chefe de polícia Okasanmi Ajayi disse que uma equipe foi enviada para a área para avaliar o que aconteceu e que a busca continuaria até a noite de 14 de junho. Em 15 de junho, 144 pessoas foram resgatadas.

## Investigação
A causa do incidente está sob investigação. A polícia local relatou que uma parte da embarcação desabou, levando ao alagamento e subsequente naufrágio. No entanto, o Emir de Pategi informou aos jornalistas que o barco foi dominado pelas ondas do rio, resultando em uma colisão com uma árvore que havia sido carregada para o rio, causando finalmente o naufrágio.
Segundo as autoridades locais e um relatório policial, o acidente de barco ocorreu por volta das 3h. O barco sobrecarregado atingiu uma árvore em meio a ondas fortes, fazendo-o naufragar. Devido à maioria dos passageiros locais não ter coletes salva-vidas, o incidente resultou em um alto número de vítimas. Dos 270 passageiros, 144 indivíduos sobreviveram à tragédia.
O Presidente do Comitê de Implementação de Transição do Conselho do Governo Local de Pategi, Mohammed Ibrahim Liman, confirmou o número de mortos e declarou que a operação de resgate havia sido concluída. Os sobreviventes, principalmente mulheres e crianças, receberam atendimento médico e foram reunidos com suas famílias.
Foi mencionado que as aldeias afetadas pelo incidente, incluindo Kpada, Ebu e Dzakan no Governo Local de Pategi, Estado de Kwara, bem como duas aldeias no Estado de Kogi onde seis indivíduos morreram.
O Gerente da Área da Autoridade Nacional de Vias Navegáveis Interiores atribuiu o acidente de barco à sobrecarga e ventos turbulentos. Ele expressou frustração com o desrespeito dos operadores às regulamentações de segurança, apesar dos esforços educacionais e sanções impostas pela autoridade.
Em resposta à tragédia, o Governador do Estado de Kwara, Malam Abdulrahman Abdulrazaq, visitou as famílias das vítimas e anunciou medidas de segurança para prevenir futuros incidentes. O governo planeja introduzir legislação que impõe punições e multas por violações dos protocolos de segurança. Além disso, o governador declarou que 1 000 coletes salva-vidas seriam fornecidos para apoiar viagens seguras na água.
Autoridades, incluindo o Diretor Geral da Comissão de Desenvolvimento de Áreas Produtoras de Energia Hidrelétrica, enfatizaram a necessidade do uso obrigatório de coletes salva-vidas e uma lei para restringir operações de barco durante a noite. Eles lamentaram que os coletes salva-vidas anteriormente adquiridos não foram utilizados efetivamente.

## Vítimas
Pelo menos 106 pessoas foram confirmadas mortas em 15 de junho. Dezenas estão desaparecidas. Entre os mortos estavam mulheres e crianças; isso incluiu quatro crianças que morreram com seu pai. Segundo Alhaji Mohammed Ibrahim Liman, 61 aldeões de sua aldeia de Ebu morreram, bem como 38 de Gakpan, quatro de Kpada, dois de Kuchalu e um de Sampi. Ajayi declarou que os nomes dos sobreviventes serão tornados públicos quando disponíveis.
Em 16 de junho, pelo menos 108 pessoas foram confirmadas mortas.

## Reações
Locais descreveram o incidente como o acidente de barco mais mortal que haviam visto em anos. O governo do Estado de Kwara simpatizou com as vítimas e suas famílias, prometendo continuar as operações de busca. O chefe local declarou em resposta que "perdi quatro dos meus vizinhos". O gabinete de Abdulrahman Abdulrazaq, governador de Kwara, expressou condolências às famílias afetadas. Mai-Martaba Alhaji (Dr.) Ibrahim Sulu-Gambari, o Emir de Ilorin e Presidente do Conselho Estadual de Chefes de Kwara, ofereceu pensamentos e orações aos afetados, declarando "Nossos corações e orações estão com vocês neste momento auspicioso e que Alá Todo-Poderoso dê a todos vocês a fortaleza para suportar a perda irreparável que este incidente pode causar a vocês".
Nigerianos proeminentes, incluindo o Presidente Bola Ahmed Tinubu, o ex-Presidente do Senado Dr. Bukola Saraki, e o Governador Dapo Abiodun do Estado de Ogun, enviaram condolências às comunidades afetadas.